# Старогардський повіт
Старогардський повіт (пол. powiat starogardzki) — один з 16 земських повітів Поморського воєводства Польщі. Утворений 1 січня 1999 року в результаті адміністративної реформи.

## Загальні дані
Повіт знаходиться у південній частині воєводства.
Адміністративний центр — місто Старогард-Гданський. Станом на 1.01.2008 населення становить 122 794 осіб, площа 1345,34 км².
На терени повіту були депортовані 413 українців з українських етнічних територій у 1947 році (т. з. акція «Вісла»).

## Демографія
Демографічні дані повіту станом на 30.06.2005:
|       | Всього  | Всього | Жінки  | Жінки | Чоловіки | Чоловіки |
| ----- | ------- | ------ | ------ | ----- | -------- | -------- |
|       | осіб    | %      | осіб   | %     | осіб     | %        |
| Повіт | 121 650 | 100    | 61 842 | 50,8  | 59 808   | 49,2     |
| Міста | 61 884  | 100    | 32 025 | 51,8  | 29 859   | 48,2     |
| Села  | 59 766  | 100    | 29 817 | 49,9  | 29 949   | 50,1     |